# Molophilus (Molophilus) margarita
Molophilus (Molophilus) margarita is een tweevleugelige uit de familie steltmuggen (Limoniidae). De soort komt voor in het Neotropisch gebied.